# Энем I
Эне́м I (адыг. Инэм-1; произносится эне́м-один) — станция Краснодарского региона Северо-Кавказской железной дороги, расположена в посёлке городского типа Энеме Тахтамукайского района Республики Адыгея.

## Описание
Станция располагается в центре посёлка городского типа Энема. Через станцию проходят все поезда, следующие из Краснодара в направлении Чёрного моря.

## Пригородное сообщение
Поезда дальнего следования остановки не имеют. Останавливаются следующие поезда пригородного сообщения:
| № поезда            | Маршрут движения         | № поезда            | Маршрут движения         |
| ------------------- | ------------------------ | ------------------- | ------------------------ |
| 6753/6755/6757/6759 | Краснодар — Новороссийск | 6752/6754/6756/6758 | Новороссийск — Краснодар |
| 6715/6717/6719      | Краснодар — Горячий Ключ | 6716/6718/6720      | Горячий Ключ — Краснодар |